# 羅洛 (愛美利亞-羅曼尼亞)
羅洛（義大利語：Rolo）位於意大利艾米利亞-羅馬涅大區的雷焦艾米利亞省。該市鎮位於波河平原，距離雷焦艾米利亚33公里，距離曼托瓦約40公里，距離摩德納約40公里，距離帕爾馬約50公里，距離維羅納約70公里。羅洛的面積為14.17平方公里，海拔高度為21米。該市鎮與曼托瓦省和摩德納省接壤。

## 名稱起源
羅洛的古名為亞里奧拉斯（Ariolas），首次出現於772年的一份倫巴第憑證中，這個名字源自拉丁詞彙「areola」，意為「小區域」，可能指的是一片被森林或荒地包圍的耕地。

## 歷史

### 起源
羅洛自古以來就是一個居住中心，因為它位於一片沼澤地區中的“突出”位置。羅馬時代的遺跡包括在“Lodi”家中發現的羅馬墓葬，以及前城堡附近的鄉村別墅遺址。

### 中世紀
在中世紀，村民傾向於聚集在易於防禦的居住區，並建設防禦工事。根據902年的一份公證文件，該地區存在一個名為Vico Rolesa的村莊。當時，聚居地和土地組織的主要元素是教堂和城堡。

### 羅洛領主時期
在隨後的幾個世紀中，來自雷焦艾米利亞的賽西家族成為了該地區的統治者。1304年，賽西家族被神聖羅馬帝國皇帝封為領主，羅洛成為直屬於帝國的封地，直到1776年。1776年，隨著最後一位領主Gaetano Sessi去世，羅洛被納入奧地利帝國的直接管轄範圍。

### 現代
羅洛在拿破崙時期短暫隸屬於曼托瓦公國，之後成為倫巴第-威尼托王國的一部分。1850年，根據《米蘭條約》，羅洛被劃歸摩德納和雷焦公國。這一變動導致當地社區與曼托瓦的聯繫中斷。

### 義大利統一
許多羅洛的愛國者參加了義大利獨立戰爭，其中包括三位為保衛羅馬共和國而戰的Lupazzi兄弟。隨著義大利統一，羅洛成為雷焦艾米利亞省的一部分。

#### 第一次世界大戰
在第一次世界大戰期間，羅洛成為後方基地，設立了傷兵醫院和部隊集結地。戰爭中，該地區共有700名居民被徵召入伍，64人陣亡，28人被俘，12人致殘，5人殘疾。

#### 抵抗運動
在二戰期間，羅洛參與了義大利抵抗運動，並在解放前夕的Righetta屠殺中有7名游擊隊員犧牲。

#### 2012年地震
2012年，羅洛遭受了一系列地震的重創，導致歷史中心、住宅和農業及工業設施嚴重受損。當地一些建築物如聖澤諾教堂、鐘樓和社會乳品廠等也受到了影響。

## 地標

### 宗教建築
聖澤諾教堂：教堂結合了多種建築風格，包含了15世紀的設計，16世紀的祭壇以及18世紀的彩色大理石祭壇和木製長椅。

### 民用建築
市政廳：該建築物最早可追溯至16世紀，曾經是方濟會修道院的財產，後來成為“Roli社區”的財產。該建築在19世紀進行了翻新。

## 人口
截至2023年12月31日，羅洛的人口為4,001人。

### 外國人社群
截至2017年12月31日，羅洛有693名外國居民，主要來自巴基斯坦、中國、印度、摩洛哥和羅馬尼亞。

## 文化

### 博物館
羅洛鑲嵌博物館：成立於1994年，展示了當地木工和鑲嵌技術的歷史。

### 美食
由於地處沼澤地區，羅洛自19世紀以來就種植水稻。羅洛以其米飯蛋糕和傳統的艾米利亞美食而聞名。

## 經濟

### 鑲嵌桌製作
羅洛以其鑲嵌桌聞名，這些工藝品自16世紀以來一直是當地的傳統。

### 樓梯製作
當地的鑲嵌傳統也發展成為高質量樓梯的生產。

## 基礎設施和交通

### 道路
羅洛由省道4號和省道46號提供服務，並靠近A22高速公路的Reggiolo-Rolo出口。

### 鐵路
羅洛擁有自己的火車站，位於維羅納-曼托瓦-摩德納線上。

### 行政管理
自1985年以來，羅洛的市長多為中左翼政黨成員。

## 體育

### 足球
羅洛主要的足球隊是成立於1926年的A.C. Rolo A.S.D.，參加艾米利亞-羅馬涅的優秀聯賽。

## 外部連結
- 官方網站 （页面存档备份，存于）